# Capitania de Itamaracá
A Capitania de Itamaracá (Antiga Ortografia: Capitania de Tamaracá) foi uma das subdivisões administrativas do território brasileiro no período colonial da América Portuguesa, criada em 1534 junto com mais treze regiões hereditárias (1534–1548), entregues pelo rei de Portugal, Dom João III, a donatários em regime de hereditariedade. Esta capitania foi doada a Pero Lopes de Sousa, em 1534. 
O território da capitania estendia-se desde a linha imaginária de Tordesilhas até a costa, tendo como limite norte a Baía da Traição (Paraíba) a Igarassu (Pernambuco). Foram capitais da capitania as cidades de Itamaracá e Goiana. Foi originalmente o protetorado ultramarino português de maior extensão longitudinal indo do extremo leste do mainland americano até Tordesilhas, enquanto o de maior área era o Rio Grande (atual Rio Grande do Norte), porém perdeu esse título para o seu desmembramento Setentrional que passou a se chamar Paraíba ou Paraiwa (originalmente São Domingos), que significa algo como de navegação difícil.
A capitania contava com seis freguesias, entre as quais três vilas: Taquara, Alhandra, Goiana, També, Tejucupapo e Itamaracá.
Pernambuco e São Vicente foram as únicas capitanias que prosperaram no período colonial.

## História

### Antecedentes
A colonização europeia na América foi efetivamente iniciada em 1534, quando o rei Dom João III dividiu o território em quatorze capitanias hereditárias (administração do território colonial português) que foram doadas a doze capitães-donatários (vassalos), que podiam explorar os recursos da terra, mas em contrapartida deveriam povoar e proteger as regiões, onde os direitos e deveres dos donatários eram regulamentados pelas Cartas de Foral.
O sistema de capitanias já era empregado pelo Império Português nas ilhas da Madeira e de Cabo Verde desde o século XV. Em carta dirigida a Martim Afonso de Sousa em 1532, Dom João III comunicou a decisão de dividir o território português, assim em 1534 efetivou as primeiras doações.
Existem três possíveis fatores para a adoção do sistema de capitanias no Brasil: uma resposta da monarquia portuguesa ante a ameaça da França ao seu projeto de domínio na América; transferência dos gastos com a colonização que deixavam de ser do Estado e passavam para os donatários, favorecendo a Coroa em um contexto de escassez de recursos; conversão da população nativa ao cristianismo, dando continuidade ao ideal da Cruzadas.

### Origens
Pero Lopes de Sousa colocou Francisco de Braga à frente da capitania, que ocupou a ilha da Conceição e fundou a vila Marial ou de Nossa Senhora da Conceição em 1534. Entretanto, no continente viviam os índios potiguaras que impunham muita resistência aos colonizadores e também franceses traficantes de pau-brasil. Os índios e os franceses eram aliados, pois mantinham uma relação mercantilista, ao passo que os portugueses representavam a ameaça de escravidão. Eram frequentes os ataques aos habitantes portugueses da região e da capitania de Olinda, de Duarte Coelho.
O donatário da capitania veio a falecer 1534. Como não foi cumprida a cláusula da Lei das Sesmarias, as terras voltaram ao patrimônio da Coroa, tornando-se devolutas e a Itamaracá tornou-se capitania real. O domínio do território pelos potiguaras era uma ameaça à segurança dos colonizadores portugueses. 
Em 1540 foi nomeado a João Gonçalves como administrador real, mas este só chegaria em 1548.
O fim da capitania de Itamaracá foi precipitado pelo episódio conhecido como Tragédia de Tracunhaém, ou chacina de Tracunhaém.
A capitania foi extinta e foi criada a capitania da Paraíba em 1574, a qual só viria a ser instalada em 1585 com recursos para evitar mais invasões francesas, repelir ataques dos tabajaras e potiguaras e assegurar a conquista do norte do Nordeste brasileiro.
A colonização portuguesa da Paraíba e Pernambuco expandiram para Itamaracá. Desde então, as menções de Itamaracá como entidade política tende a sumir na história[carece de fontes?]. Durante o domínio holandês o cronista Elias Erckmann no século XVII em uma crônica para o Instituto de Utretch descreve a capitania como uma província da Nova Holanda entre as duas já citadas. No século XVIII um autor luso-baiano cita a capitania como ainda existente tal como duas do sul baiano posteriormente anexadas pela Bahia a exemplo do que ocorreu a Itamaracá frente a Pernambuco.
Somente em 1763, com a morte de seu último donatário, foi oficialmente extinta a capitania de Itamaracá, sendo anexada a Pernambuco, cuja sede original era Olinda.

## Principais vilas
- Goiana: Na divisa com a capitania da Paraíba era a sede da capitania e pôde prosperar mais pela sua maior distância em relação a Olinda, já que essa tendia a atrair mais colonos e investimentos.[4]
- Igarassu: Na divisa com a capitania pernambucana, prosperou justamente pela proximidade maior com Olinda.
- Conceição: Foi a primeira denominação da sede da ilha e marco geográfico costeiro que deu nome a capitania inteira. Representou um momento inicial da ocupação da capitania, quando os colonos ainda temiam adentrar o interior continental.

## Cronologia
- Século XVI: A capitania é oficialmente criada.
- Século XVII: Separação de Itamaracá do Norte que passa a se chamar capitania real do rio Paraíba de São Domingos.
- Século XVIII: perde sua soberania diante da vizinha Olinda.